# Гдањск
Гдањск (пољ. Gdańsk, /ɡdaɲsk/; кашуп. Gduńsk, /ɡduɲsk/) је шести по величини град у Пољској и најзначајнија пољска лука на Балтичком мору. Са популацијом од 464.254, Гдањск је седиште и највећи град Поморског војводства.
У Гдањску се налазе Универзитет у Гдањску, Технички универзитет у Гдањску, Национални музеј, Гдањско Шекспирово позориште, Музеј Другог светског рата, Пољска балтичка филхармонија и Европски центар солидарности. Град је исто тако домаћин вашара Светог Доминика, који датира још из 1260. године, и сматра се једним од највећих трговачких и културних догађаја Европе.

## Историја
Археолошка истраживања показују да је померанско насеље рибара и занатлија, који су преци данашњих Кашуба, постојало на овом месту од 7. века. Утврђени замак (грод) су саградиле војводе Помераније у 10. веку. Ту су често долазили викиншки и немачки трговци. Гдањск се први пут помиње 997. (Gyddanyzc urbs) у „Историји мисије Аделберта од Прага“, хроници христијанизације Помераније и Пруске.
Гедања (лат. Gedania) је добила статус града заједно са Либеком 1224. Године 1295. прелази са својом провинцијом под пољски суверенитет. Дана 14. новембра 1308. Тевтонски витезови су заузели Гдањск, масакрирали становништво и заузели целу регију. Град је постао део Источне Пруске. Витезови су проширили град 1311. и утврдили га 1314.
Становништво, поред Кашуба, чинили су већином немачки колонисти: трговци, сељаци, свештеници. То је био један од центара немачког ширења на исток у Средњем веку. Данциг (немачко име града) постао је део ханзе 1310. и био један од њених најважнијих градова. И после расформирања лиге, све до 19. века, Данциг, Либек, Бремен и Хамбург су носили атрибут „градови ханзе“. Данциг је од 13. до 17. века био један од најзначајнијих трговачких центара Европе.
Пољска је поново заузела град 1454. Између 1466. и 1793, Гдањск је био слободан град у Краљевини Пољској, иако су већи део становништва чинили Немци. Град је 1575. одбио да призна Стефана Баторија за краља Пољске, па је он заузео град 1577. Данциг је постао део Пруске 1793. Био је престоница Западне Пруске до 1920, са кратким прекидом током Наполеонових ратова.
Версајски мировни уговор, склопљен на крају Првог светског рата, прогласио је град „Слободним градом Данциг“ под покровитељством Лиге народа. Та одлука је донета против воље локалног становништва (Немци 96,4%). Септембра 1939, Други светски рат је започео бомбардовањем пољског гарнизона, лоцираног у Вестерплатеу. За време рата Данциг је био у саставу Немачке.
На крају рата, град је био уништен током напредовања совјетске армије, а становништво побијено или протерано. Савезници су одлучили да град доделе Пољској. Враћено му је пољско име Гдањск. Историјски центар града је реконструисан. Гдањск је постао важна лука пољске послератне државе.
У њему је септембра 1980. основан покрет Солидарност, први некомунистички синдикат у источноевропском комунистичком блоку. Солидарност је својом активношћу довео до промене друштвеног система у Пољској 1989. и постао инспирација и симбол народних покрета за укидање комунистичког система у источној Европи.
Аеродром Лех Валенса Гдањск се налази 10 km западно од центра Гдањска.
Овде се налази Технички универзитет у Гдањску.

## Географија
Гдањск је смештен на Гдањском заливу на Балтичком мору. Налази се на делти (разгранатом речном ушћу) реке Висле. Град је западно од главног ушћа, а кроз њега тече огранак делте Ленивка. Кроз град тече река Мотлава која се улива у Ленивку. Рељеф је низински (део Прибалтичке низије). Град има добру природну луку на ушћу Висле. Повезан је у конурбацију (систем спојених градова) са суседном луком Гдиња. Између Гдањска и Гдиње је место Сопот. У средини града је језеро Заспове.

### Клима
Гдањск има климу која са океанским и континенталним утицајима. Према неким категоризацијама, његова клима је морска (Cfb), док је према другима класификована као континентална (Dfb). То је у знатној мери зависно од тога да ли се за средњу референтну температуру за најхладнији зимски месец узме −3 °C (27 °F) или 0 °C. Гдањск има суве зиме и максимум падавина током лета. Сезонски екстреми су мање наглашени него у континенталној Пољској.
| Клима Гдањска (1991–2020)                                                         | Клима Гдањска (1991–2020) | Клима Гдањска (1991–2020) | Клима Гдањска (1991–2020) | Клима Гдањска (1991–2020) | Клима Гдањска (1991–2020) | Клима Гдањска (1991–2020) | Клима Гдањска (1991–2020) | Клима Гдањска (1991–2020) | Клима Гдањска (1991–2020) | Клима Гдањска (1991–2020) | Клима Гдањска (1991–2020) | Клима Гдањска (1991–2020) | Клима Гдањска (1991–2020) |
| Показатељ \ Месец                                                                 | .Јан.                     | .Феб.                     | .Мар.                     | .Апр.                     | .Мај.                     | .Јун.                     | .Јул.                     | .Авг.                     | .Сеп.                     | .Окт.                     | .Нов.                     | .Дец.                     | .Год.                     |
| --------------------------------------------------------------------------------- | ------------------------- | ------------------------- | ------------------------- | ------------------------- | ------------------------- | ------------------------- | ------------------------- | ------------------------- | ------------------------- | ------------------------- | ------------------------- | ------------------------- | ------------------------- |
| Апсолутни максимум, °C (°F)                                                       | 13,4 (56,1)               | 18,1 (64,6)               | 24,5 (76,1)               | 30,6 (87,1)               | 32,3 (90,1)               | 34,6 (94,3)               | 36,0 (96,8)               | 35,8 (96,4)               | 31,7 (89,1)               | 28,1 (82,6)               | 21,1 (70)                 | 13,7 (56,7)               | 36 (96,8)                 |
| Средњи максимум, °C (°F)                                                          | 7,6 (45,7)                | 8,4 (47,1)                | 14,9 (58,8)               | 22,1 (71,8)               | 25,9 (78,6)               | 28,9 (84)                 | 30,0 (86)                 | 29,9 (85,8)               | 24,8 (76,6)               | 19,2 (66,6)               | 11,8 (53,2)               | 8,4 (47,1)                | 31,8 (89,2)               |
| Максимум, °C (°F)                                                                 | 1,7 (35,1)                | 2,9 (37,2)                | 6,6 (43,9)                | 12,1 (53,8)               | 16,8 (62,2)               | 20,4 (68,7)               | 22,6 (72,7)               | 22,9 (73,2)               | 18,5 (65,3)               | 12,7 (54,9)               | 6,7 (44,1)                | 3,1 (37,6)                | 12,3 (54,1)               |
| Просек, °C (°F)                                                                   | −1,4 (29,5)               | −0,8 (30,6)               | 1,8 (35,2)                | 6,9 (44,4)                | 11,9 (53,4)               | 15,5 (59,9)               | 17,7 (63,9)               | 17,3 (63,1)               | 12,9 (55,2)               | 8,0 (46,4)                | 3,4 (38,1)                | 0,1 (32,2)                | 7,7 (45,9)                |
| Минимум, °C (°F)                                                                  | −3,3 (26,1)               | −2,7 (27,1)               | −0,4 (31,3)               | 3,6 (38,5)                | 8,1 (46,6)                | 11,6 (52,9)               | 14,2 (57,6)               | 13,9 (57)                 | 10,4 (50,7)               | 5,8 (42,4)                | 1,9 (35,4)                | −1,6 (29,1)               | 5,1 (41,2)                |
| Средњи минимум, °C (°F)                                                           | −15,6 (3,9)               | −13,5 (7,7)               | −9,7 (14,5)               | −3,8 (25,2)               | 0,0 (32)                  | 4,3 (39,7)                | 7,5 (45,5)                | 7,2 (45)                  | 3,0 (37,4)                | −2,2 (28)                 | −6,3 (20,7)               | −11,3 (11,7)              | −19,1 (−2,4)              |
| Апсолутни минимум, °C (°F)                                                        | −27,4 (−17,3)             | −29,8 (−21,6)             | −22,8 (−9)                | −7,7 (18,1)               | −4,3 (24,3)               | −0,5 (31,1)               | 2,1 (35,8)                | 4,4 (39,9)                | −1,9 (28,6)               | −7,0 (19,4)               | −16,9 (1,6)               | −23,3 (−9,9)              | −29,8 (−21,6)             |
| Количина падавина, mm (in)                                                        | 28,5 (1,122)              | 23,7 (0,933)              | 27,5 (1,083)              | 32,0 (1,26)               | 53,3 (2,098)              | 58,8 (2,315)              | 79,4 (3,126)              | 70,0 (2,756)              | 64,5 (2,539)              | 54,8 (2,157)              | 42,6 (1,677)              | 36,0 (1,417)              | 571,0 (22,48)             |
| Дани са падавинама (≥ 0.1 mm)                                                     | 16,67                     | 14,25                     | 14,03                     | 11,43                     | 13,07                     | 14,03                     | 13,43                     | 14,03                     | 12,40                     | 15,27                     | 15,93                     | 17,97                     | 172,51                    |
| Релативна влажност, %                                                             | 87,7                      | 85,9                      | 82,5                      | 75,5                      | 71,6                      | 72,2                      | 74,7                      | 78,1                      | 82,6                      | 84,6                      | 89,1                      | 89,8                      | 81,19                     |
| Сунчани сати — месечни просек                                                     | 39                        | 70                        | 134                       | 163                       | 244                       | 259                       | 236                       | 225                       | 174                       | 105                       | 45                        | 32                        | 1.726                     |
| UV индекс                                                                         | 1                         | 2                         | 2                         | 4                         | 4                         | 5                         | 5                         | 4                         | 4                         | 3                         | 1                         | 1                         | 3                         |
| Извор #1: Institute of Meteorology and Water Management                           |                           |                           |                           |                           |                           |                           |                           |                           |                           |                           |                           |                           |                           |
| Извор #2: meteomodel.pl, Weather Atlas (UV), Time and Date (dewpoints, 2005-2015) |                           |                           |                           |                           |                           |                           |                           |                           |                           |                           |                           |                           |                           |

## Знаменитости
Град има много грађевина у традиционалном немачком готичком стилу градње, посебно из времена Ханзе. Већина знаменитости је у Дугој улици (Ulica Długa) и на Дугом тргу (Długi Targ). Значајна је Нептунова фонтана на Дугом тргу. Једна од највећих атракција је пролаз Златна врата (Зłота Брама). Позната су и Зелена врата (Брама Зјелона). Најпознатија црква је конкатедрала св. Марије. То је највећа црква на свијету грађена од цигле (дугачка 105 м). Грађена је у стилу балтичке готике.

## Привреда
Гдањск је најважнија пољска лука. Најважнија индустрија је бродоградња (бродоградилиште је у прошлости било једно од највећих на свету). Данас је бродоградња у кризи и делатност бродоградилишта се смањује, те се прети затварањем. Развијене су петрохемијска и прехрамбена индустрија. У развоју су модерна електроничка и телекомуникацијска индустрија. Традиционално је развијена прерада јантара из Балтичког мора, који је туристичка знаменитост. Туризам се у новије време јаче развија.
Привреда која се динамично развија или чак недостатак радника спремних за рад не значе да је тржиште рада у Гдањску ослобођено проблема незапослености. Према ГУП-у, у 2022. години на бироу је регистровано укупно 10.388 незапослених, што значи повећање од чак 1.056 лица у односу на исти период годину дана раније. Занимљиво је да је у 2022. години највише незапослених регистровано у трговачкој струци (570 лица), затим на пословима као што су: саветник купаца, кувар, магационер, фризер и бравар. То значи да је највише незапослених у групи радника који обављају занимања која заправо не захтевају високе квалификације или специјализовано образовање. Међу укупном групом незапослених било је 2.295 лица без занимања.

## Демографија
| 1946.   | 1950.   | 1960.   | 1970.   | 1980.   | 1995.   | 2000.   | 2005.   | 2010.   | 2012.   |
| ------- | ------- | ------- | ------- | ------- | ------- | ------- | ------- | ------- | ------- |
| 117.894 | 194.633 | 286.940 | 365.600 | 456.707 | 463.019 | 462.995 | 458.053 | 460.509 | 460.427 |

## Партнерски градови
- Нур Султан
- Бремен
- Битов
- Кливленд
- Калињинград
- Калмар
- Марсељ
- Ница
- Одеса
- Ротердам
- Сефтон
- Санкт Петербург
- Вилњус
- Турку
- Барселона
- Хелсингер
- Руан
- Њукасл на Тајну
- Шангај
- Палермо
- Омск
- Гент
- Наваполацк
- Ријека

## Галерија
- ПГЕ арена
- Жељезничка станица
- Аеродром Лех Валенса
- Градски трамвај
- Споменик Јана III Собјеског
- Црква Свете Катарине
- Пароброд Солдек - музеј